# Julian Lembke
Julian Paul Hendrik Lembke est un compositeur, théoricien de la musique et pianiste allemand né le 13 mai 1985 à Hanovre.

## Biographie
Fils des comédiens Ortrud Groß-Lembke et Klaus Lembke, Julian Lembke poursuit d’abord des études de percussion et de piano, avant de se former à la composition auprès d’Ulrich Kallmeyer, élève de Mauricio Kagel. Il étudie ensuite à la Hochschule für Musik Detmold en Allemagne. Il est également titulaire d'un Master de Composition et d'un prix d'orchestration du CNSMDP (Conservatoire national supérieur de musique et de danse de Paris) où il fut élève de Gérard Pesson, Marc-André Dalbavie et Michaël Levinas. 
Il a notamment reçu des commandes de l’Opéra Bastille, du Théâtre Halberstadt, du Théâtre National de Braunschweig, de Réponses XX-XXI, de l’Ensemble Eutopia, de l’Ensemble Horizonte, et du Trio Gerassimez. Il collabore aussi à divers titres avec des institutions : il enseigne au conservatoire de Detmold 2010 et 2011 et travaille comme arrangeur et compositeur pour des projets théâtraux sur la scène du Théâtre National de Braunschweig. 
Depuis 2008, il se consacre avant tout aux projets lyriques, dont l’opéra de chambre Rose. : rot. Nachtigall : tot (Rose : rouge. Rossignol : mort) d'après Oscar Wilde, le court-opéra error_403_verboten (erreur_403_interdit). En 2014, l'Atelier lyrique de l’Opéra Bastille, en collaboration avec le CNMSD de Paris, représente l’opéra Maudits les Innocents sur un livret de Laurent Gaudé, dont il signe le deuxième acte. Lui succède la pièce de théâtre musical Inéru, donnée en 2016 au théâtre Acker Stadt Palast à Berlin. Elle se propose de ré-explorer le rapport entre texte parlé et paroles chantées. Il a collaboré lors de ces projets avec des artistes tels que Didier Sandre ou Patrick Davin. À plusieurs reprises il met en musique des textes de l’écrivain français Yves Navarre, dont La Fibre des mots d’après Le petit galopin de nos corps et Héritage imprécis d’après Chants de tout et de rien – Chants de rien du tout. 
Julian Lembke est boursier de la Cité internationale des arts, de la Fondation de France et de la Fondation universitaire du peuple allemand. Il vit à Paris. En 2021-2022, il intègre la 92e promotion artistique de la Casa de Velázquez et séjourne un an à Madrid. 

## Récompenses
- 2015 : Prix Alain Louvier (Ville de Boulogne Billancourt)[9]
- 2013 : Prix Günther Bialas (Université de Musique et des Arts de Munich)[10]
- 2012 : Sofia International Composition Competition (Sofia, Bulgarie)[11]
- 2011 : Deutscher Musikwettbewerb (Concours National de Musique dʼAllemagne)[12]
- 2010 : Prix John Cage (Théâtre Halberstadt, Allemagne)

## Œuvres (sélection)
- error_403_verboten, court-opéra, livret : Peter Schanz (2009)
- Rose: Rot . Nachtigall: Tot, opéra de chambre, livret : Andreas Bisowski (2010–11)[13]
- Maudits les Innocents, opéra de chambre, livret : Laurent Gaudé (2013/14)
- La Fibre des mots, scène pour baryton et orchestre d’après Yves Navarre (2014)[14]
- Inéru, théâtre musical, livret : Eléonore Dupraz (2016)[15]
- Héritage imprécis, pour soprano et piano d’après Yves Navarre J’aurai revu ton ombre, pour clarinette et orchestre (2017)
- «… wir irren allesamt… ? » pour piano[16]
- flux.flous pour deux violons, Beethovenhaus Bonn (2016)[17]
- Crosstalk pour violoncelle, piano et percussion (2015)
- Absyrt-Os pour violon, violoncelle et accordéon (2014)[18]
- … à l’abri… pour piano, Conservatoire Frédéric Chopin, Paris XVe (2014)
- Granada pour comédien et dispositif électronique, CNSAD (Conservatoire National Supérieur d’Art Dramatique (2012)
- Ombrages pour ensemble (2011)
- Verfärbte Gedanken (Pensées teintes) pour piano aux micro-intervalles (2010)
- Looking for their line - they find their void pour orchestre (2008)
- ... und es zerbrachen der Luft steinerne Wellen ... pour orchestre (2006)